# 建議要目
建議要目（けんぎようもく、英：Heads of Proposals）とは、清教徒革命（イングランド内戦）下のイングランドで1647年に独立派が起草・発表した国政改革の草案。中心人物はヘンリー・アイアトンとジョン・ランバート。1653年に制定された統治章典の参考にされた。提案条項（ていあんじょうこう）とも呼ばれる。

## 経過
第一次イングランド内戦でチャールズ1世ら王党派に勝った議会派だが、戦後は長期議会内部で多数派の長老派と少数派の独立派に分裂し宗教問題や捕らえた国王の扱いについて対立、独立派が連携していたニューモデル軍を長老派が議会の名の下で解体を目論んだことで一層対立が激しくなった。軍でも独立派と平等派が混在していたが、急進的な社会改革を掲げるジョン・リルバーンら平等派を支持した兵士・下士官層が議会へのクーデターを計画、対立は複雑さを増していった。
こうした中、ニューモデル軍副司令官で議員でもあったオリバー・クロムウェル（ただし、辞退条例で1646年7月から1647年6月まで軍務を終えていた）は軍と議会の対立を懸念、数多くの戦功を立て軍を支持基盤にしながら議会を尊重していたが、次第に長老派が支配する議会に反感を抱き、3月に議会が軍解体を進めそれに反発した軍が5月に下士官を中心に団結、議会への対決姿勢を取ると同調し軍との協調を選び、6月に軍に身を投じて議会から離れた。
軍は平等派に引きずられ議会へ政治改革を要求しながらロンドンへ行進したが、独立派で慎重なクロムウェルは武力行使に反対で、議会と軍の妥協を探っていた。彼の意を受けた婿のヘンリー・アイアトンと腹心のジョン・ランバートは軍の要求を取り纏め8月1日に「建議要目」を公表、軍の威嚇に怯えた議会が譲歩したこともあり、8月6日に軍はクロムウェルらの同意を取り付けロンドンを占領した。辛うじて流血沙汰は避けられたが、長老派は議会多数派という状態は変わらず軍も長老派への不信を抱き続け、和解とは程遠かった。
建議要目は王権を制限、議会の権利を拡大し宗教の寛容を書いた憲法草案になっていた。内容は以下の通り。
1. 長期議会は下院解散、選挙で新たに下院を選出（上院は維持）。選挙区改正と財産に基づく選挙権の分配を提案（制限選挙）。
2. 2年に1回議会を開く。
3. 王政は存続させるが軍統帥権・外交権は制限され軍統帥権と官僚任命権は議会が掌握（10年間）。
4. 議会による国王政治顧問たちの指名（10年間）、外交権は国務会議と国王が共有（7年間）。
5. 宗教の寛容に基づき、教会の個人への儀式強要や抑圧禁止。ただしカトリック教会は除く。

しかし、7月23日に建議要目を受け取ったチャールズ1世は拒絶、平等派も現実と妥協した内容に不満を抱き、兵士の要求を採り入れより急進的な草案を作り上げた。『人民協定』と呼ばれた草案は建議要目と共にパトニー討論で提出され、兵士や平等派代表とアイアトンが論戦に出向き、クロムウェルも出席して討論に加わり、イングランドの将来について話し合うことになった。